# 福岡県立小倉商業高等学校
福岡県立小倉商業高等学校（ふくおかけんりつ こくらしょうぎょうこうとうがっこう）は、福岡県北九州市小倉南区富士見三丁目にある公立商業高等学校。通称は「小倉商」「小倉商業」「小倉商高」「商業」など。校内略称は「倉商」。

## 歴史
- 1916年（大正5年）1月26日 - 小倉市議会で市立商業高等学校創立案決議
- 1948年（昭和23年）3月31日 - 学制改革で小倉商業高等学校になる
- 1949年（昭和24年）5月1日 - 学制改革で福岡県立小倉高等学校と統合し、福岡県立小倉高等学校商業科となる
- 1960年（昭和35年）4月1日 - 福岡県立小倉高等学校から分離独立し、創立
- 1971年（昭和46年）4月1日 - 情報処理科設置
- 1989年（平成元年）4月1日 - 国際経済科設置
- 1990年（平成2年）4月1日 - 会計科設置
- 1996年（平成8年）4月1日 - 国際ビジネス科に専門進学コース設置

## 学科
- 総合ビジネス科
- 国際ビジネス科
  - 専門進学コース
- ビジネス情報科
- 会計ビジネス科

## 通学区
福岡県内全域。

## 部活動
運動部
- 野球部
- サッカー部
- テニス部
- 男子バスケットボール部
- 女子バスケットボール部
- バレーボール部
- 陸上部
- 卓球部
- 剣道部
- バドミントン部
- ソフトボール部
- レスリング部
- 総合運動部

文化部
- 吹奏楽部
- 演劇部
- 放送部
- 簿記会計部
- 情報処理部
- 珠算部
- ワープロ部
- 写真部
- ESS部
- 華道部
- 茶道部
- 調理部
- インターアクト部
- SDGs推進部
- 太鼓部
- 応援部
- 総合デザイン部

## 最寄り駅など
- JR九州城野駅
- 北九州高速鉄道小倉線城野駅
- 西鉄バス北九州富士見町・城野四ッ角バス停

## 著名な出身者

### アート・文芸
- 劉寒吉 - 作家 ※校歌作詞

### 芸能
- 吉本実憂 - 俳優（第13回国民的美少女コンテストグランプリ）※日出高等学校に転校
- 來河侑希 - 俳優

### スポーツ
- 流敏晴 - 元プロ野球選手（阪急ブレーブス）
- 門田富昭 - 元プロ野球選手（横浜大洋ホエールズ）
- 植木通彦 - 元ボートレーサー ※中退
- 中田達也 - 元ボートレーサー
- 岡村奈々 - 元ソフトボール選手
- 入江ゆき - 女子レスリング選手
- 入江ななみ - 女子レスリング選手
- 森本俊治 - プロゴルファー

### 経済
- 福地茂雄 - 経営者（アサヒビール元社長・会長、日本放送協会元会長、新国立劇場運営財団元理事長）

### 教育
- 真実一男 - 経済学者（大阪市立大学元名誉教授）

## 周辺
- 北九州市立大学
- 福岡県立小倉南高等学校
- 福岡県立北九州高等学校
- 北九州市立城南中学校
- 北九州市立城野小学校
- 北九州市立城野体育館